# Michel Mayor
Michel Gustave Édouard Mayor  (francoska izgovorjava: [miʃɛl majɔʁ]), švicarski astrofizik, * 12. januar 1942, Lozana, Švica. 
Mayor je nekdanji profesor na ženevski univerzi na Oddelku za astronomijo. Uradno naj bi se upokojil že leta 2007, ampak kot raziskovalec še vedno deluje na genovskem observatoriju. Leta 2015 je prejel kjotsko nagrado, leta 2019 Nobelovo na področju fizike in medaljo Karla Schwarzschilda Nemškega astronomskega društva (AG).

## Kariera
Od leta 1971 do leta 1984 je Mayor delal kot znanstveni sodelavec na Observatoriju v Ženevi, ki je dom Oddelku za astronomijo Univerze v Ženevi. Leta 1984 je začel poučevati na univerzi. V letu 1988 je na isti univerzi dobil redno profesuro. To pozicijo je obdržal do svoje upokojitve leta 2007. Od leta 1998 do 2004 je bil predstojnik ženevskega observatorija. Je zaslužni profesor Univerze v Ženevi.

## Raziskave
Njegove raziskave se večinoma nanašajo na planete, ki krožijo okrog drugih zvezd, ne okrog Sonca, drugače poznani kot eksoplaneti. Na to se je nanašala tudi njegovo delo, za katero je prejel Nobelovo nagrado. Poleg tega pa je v zgodnejših letih svojega dela raziskoval tudi dvojne zvezde, dinamiko kroglastih kopic in zgradbo galaksij. Njegove raziskave so vključevale razvijanje fotoelektričnega spektrometra za merjenje Dopplerjevega pojava oziroma rdečega premika, če gre za pojav pri svetlobi (Dopplerjev pojav se v vsakdanjem izkustvu navezuje na zvok). Meritve radialnih hitrosti zvezd bi bile pri tem točnejše, kot pa pri že obstoječih fotografskih metodah.
Nato je delal z Rogerjem Griffinom leta 1967, da bi dokazal izvedljivost fotoelektričnega merjenja radialnih hitrosti. Z Andréjem Barannom je delal v marseillskem observatoriju, da bi razvil spektrometer za zelo natančno merjenje, imenovan CORAVEL, s katerim bi bilo mogoče izmeriti premike zvezd, obhodne čase binarnih zvezd in celo rotacijske hitrosti zvezd.
Z Antoinom Duquennoyem sta se leta 1991 lotila merjenja radialnih hitrosti različnih zvezd, ki bi bile lahko binarni sistemi. Ugotovila sta, da je veliko teh zvezd v resnici samih, a okrog večine od njih kroži neko telo, ki ni zvezda, je pa lahko rjava pritlikavka, protozvezda ali celo masiven planet. Meritve sta izvedla s spektroskopom ELODIE, ki je bil narejen na podlagi njegovih raziskav za spektroskop CORAVEL. ELODIE je bil izdelan prav z namenom, da bi lahko določili ali je objekt krožeč okrog neke zvezde zares planet ali pa je le rjava pritlikavka. Zmožen je bil zaznavati radialne hitrosti od 13 metrov na sekundo, kar je približno enako kot hitrost kroženja sonca zaradi gravitacijskega vpliva Jupitra.
Leta 1994 je bil ELODIE že funkcionalno sestavljen v Ženevskem observatoriju. Tako sta se lahko Mayor in njegov učenec Didier Queloz lotila opazovanja vseh zvezd, za katere sta vedela, da imajo satelitski objekt, ki ni zvezda.

### Odkrivanje zunajosončnih planetov
Skupaj z Didierjem Quelozom je 6. oktobra leta 1995 odkril prvi planet, ki kroži okrog druge zvezde, ki je po značilnostih podobna Soncu, imenovan 51 Pegasi b. Nahaja se približno 50 svetlobnih let stran v ozvezdju Pegaza, klasificiran pa je kot 'vroči jupiter', saj je planet zelo masiven, plinast ter kroži zelo blizu matične zvezde. Obhodno dobo ima le 4.23 dni zato ga je bilo precej lahko potrditi. Planet sta odkrila z merjenjem sprememb radialne hitrosti zvezde, s pomočjo rdečega premika. Prav te spremembe pa je povzročal planet 51 Pegasi b, ki je s svojo privlačnostjo deloval na zvezdo 51 Pegasi okrog katere kroži. Leta 1998 sta se lotila projekta CORALIE. Z istoimenskim spektroskopom sta spremljala 1647 bližnjih zvezd in odkrila več kot sto novih planetov. 2003 je začel obratovati nov, še natančnejši spektroskop HARPS (High Accuracy Radial Velocity Planet Searcher) v observatoriju La Silla, ki je meril kar na 30 cm/s natančno. Z njim so odkrili mnogo planetov, med katerimi so bile tudi tako imenovane superzemlje; planeti, ki so kamniti in nekoliko večji kot zemlja.

## Priznanja

### Nagrade
Leta 1998 je bil nagrajen z švicarsko nagrado Marcela Benoista. Opazili so njegovo delo in kako je pomembno za človeško življenje. Leta 1998 je prejel tudi nagrado od Francoskega astronomskega društva, imenovano (Prix Jules-Janssen).
Leta 2000 je prejel Balzanovo nagrado za znanost, štiri leta kasneje pa še medaljo Alberta Einsteina (Albert Einstein medal), ki jo lahko dobijo znanstveniki, ki se ukvarjajo s podobnimi področji kot Einstein. Skupaj z ameriškim astrofizikom Geoffreyem Marcyjem je leta 2005 prejel Shawovo nagrado (Shaw prize). Poleg tega je postal celo vitez francoske častne legije (legion d'Honneur).
V sodelovanju s Pierrom-Yvesom Freyem je napisal knjigo Les Noveauix mondes du Cosmos, ki je dobila nagrado Livre de l'astronomie leta 2001. Doktorat je Mayor naredil na kar osmih univerzah: Katholieke Universiteit Leuven (Belgija, 2001), Švicarski zvezni tehniški inštitut v Laussani (2002), Zvezna univerza Rio Grande do Norte (Brazilija 2006), Univerza v Uppsali (Švedska 2007), Pariški Observatorij (Francija 2008), Svobodna Univerza v Bruslju (Belgija 2009), Univerza v Provansi (Marsailles Francija 2011) in Univerza Josepha Fourierja (Francija 2014).
Leta 2011 je skupaj s svojim učencem Didierjem Quelozom prejel BBVA Foundation Frontiers of Knowledge Awards za osnovne znanosti zaradi razvoja novih astronomskih instrumentov in eksperimentalnih tehnik, iz katerih so sledila odkritja Zemlji podobnih eksoplanetov okrog zvezd podobnih soncu. Njemu v čast so poimenovali asteroid 125076 Michelmayor, ki ga je odkril švicarski ljubitelsjki astronom Michel Ory v Jura observatoriju leta 2001.
Leta 2015 je bil dobitnik kjotske nagrade za osnovne znanosti, leta 2017 pa je prejel Wolfovo nagrado za fiziko (Wolf prize in physics).

#### Nobelova nagrada 2019
Michel Mayor je leta 2019 prejel Nobelovo nagrado na področju fizike, za odkritje prvega eksoplaneta, ki kroži okrog Soncu podobne zvezde, imenovanega 51 Pegasi b. S tem odkritjem sta začela dobo množičnega odkrivanja novih eksoplanetov - 21 novembra 2019 je bilo potrjenih že 4099. V resnici je dobil le četrtino nagrade, saj je bila polovica dodeljena teoretiku Jamesu Peeblesu za teoretična odkritja v kozmologiji, natančneje za izboljšanje razumevanja razvoja vesolja po velikem poku. Hkrati pa si Mayor praktični del nagrade deli s svojim sodelavcem Didierjem Quelozom, ki je sodeloval pri odkritju.

## Odmev v Sloveniji
O MIchelu Mayorju in njegovi Nobelovi nagradi smo dobili članek tudi v slovenščini. V Delu je bil objavljen 8. oktobra 2019. Opisuje delo njega in ostala Nobelova sonagrajenca. Večinoma je omenjen z Dierdom Quelozeom, s komer si deli drugo polovico Nobelove nagrade (prvi del je prejel James Peebles za teoretični del). Kratek članek o njihovi nagradi je objavljen tudi na Svet24, omenjen pa je tudi v članku rtvslo.si, siol.net in vecer.com.
- dnevnik: https://www.dnevnik.si/1042910442/magazin/znanost-in-tehnologija/nobelovi-nagradi-za-fiziko-po-mnenju-astrofizicarke-zelo-zasluzni-
- svet24 :https://novice.svet24.si/clanek/novice/svet/5d9c5f111dc8a/nobelova-nagrada-za-fiziko
- rtvslo.si: https://radioprvi.rtvslo.si/2019/10/spoznanja-o-razvoju-vesolja-in-nasem-mestu-v-njem-ovencana-z-nobelovo-nagrado-za-fiziko/
- siol.net: https://siol.net/novice/svet/nobelova-nagrada-za-fiziko-za-prispevek-k-razumevanju-razvoja-vesolja-in-mesta-zemlje-v-njem-509061
- vecer.com:https://www.vecer.com/nobelova-nagrada-za-fiziko-kje-je-mesto-zemlje-v-vesolju-10074903

## Sodelovanje v strokovnih združenjih
- Založnik in organizator devetih naprednih tečajev Saas-Fee Švicarskega društva astrofizike in astronomije
- Član uredništva Europhysics News, 1985–90
- Švicarski delegat za Astronomsko delovno skupino Evropske vesoljske agencije (ESA), 1985–87
- Predsednik Komisije Mednarodne astronomske unije (IAU) 33 o strukturi in dinamiki galaktičnega sistema, 1988–91
- Predsednik Znanstvenega tehničnega odbora Evropskega opazovalnega urada, 1990–92
- Predsednik Švicarskega društva astrofizike in astronomije (SAAS), 1990–1993
- Član organizacijskega odbora Komisije za bioastronomijo IAU, 1997–2003
- Švicarski delegat pri Svetu Evropskega južnega observatorija (ESO), 2003–07
- Predsednik komisije IAU za ekstra-sončne planete, 2006–09
- Član Evropske akademije znanosti, 2004
- Tuji sodelavec Francoske akademije znanosti (Académie des Sciences), 2003
- Častni sodelavec Royal Astronomical Society (UK), 2008
- Tuji član Nacionalne akademije znanosti (ZDA), 2010
- Tuji član Ameriške akademije znanosti in umetnosti, 2010